# Rue Monte-Cristo (Marseille)
Pour les articles homonymes, voir Monte-Cristo et Rue Monte-Cristo.
La rue Monte-Cristo est une voie de Marseille.

## Situation et accès
Cette rue qui traverse les 4e et 5e arrondissements de Marseille, prolonge la rue Devilliers jusqu'à la place Sébastopol.
La rue Monte-Cristo est desservie par les lignes de bus    du réseau RTM.
De 2002 à 2007, elle fut desservie par la ligne 80S qui avait les mêmes terminus que la ligne   (Gare de la Blancarde ↔️ Église d’Endoume) mais qui passait par cette rue, jamais desservie par des transports en commun jusqu’alors.

## Origine du nom
La voie porte le nom du célèbre roman Le Comte de Monte-Cristo, d’Alexandre Dumas père (1802-1870).

## Historique
La rue est classée à la voirie des rues de Marseille le 12 mars 1907. Elle avait auparavant le nom de Traverse Monte-Cristo et de Traverse des Marronniers pour la partie de la rue Abbé-Faria au Jarret.

## Bâtiments remarquables et lieux de mémoire
Au numéro 50 se trouve le Cercle des boulomanes de Monte-Cristo, une association de pétanque depuis 1828.